# Čeplje, Vransko
Čeplje este o localitate din comuna Vransko, Slovenia, cu o populație de 134 de locuitori.